# Куретское муниципальное образование
Куретское муниципальное образование (бур. Хурээын hомон) — муниципальное образование со статусом сельского поселения в 
Ольхонском районе Иркутской области России. Административный центр — Куреть.

## Демография
По результатам Всероссийской переписи населения 2010 года 
численность населения муниципального образования составила 832 человека, в том числе 424 мужчины и 408 женщин.

## Населенные пункты
В состав муниципального образования входят населенные пункты
- Куреть
- Алагуй
- Баганта
- Косая Степь[2]